# Burg Pritzerbe
Bei der Burg Pritzerbe im Ortsteil Pritzerbe der Stadt Havelsee im Landkreis Potsdam-Mittelmark handelte es sich um eine ehemalige bischöfliche Niederungsburg. Die Burg Pritzerbe war Residenz des Fürstbischofs des Hochstifts Brandenburg und Bischofs des Bistums Brandenburg. Noch sichtbare Überreste bestehen in Form eines Burgstalls. Die Burg lag im Winkel zwischen der Havel und dem Pritzerber See und wurde zur Kontrolle des Flusses und der Landstraße zwischen den Städten Brandenburg und Havelberg errichtet. Durch die strategisch günstige Lage konnte die wichtige Fährverbindung über den See im Verlauf der Landstraße überwacht werden.

## Geschichte

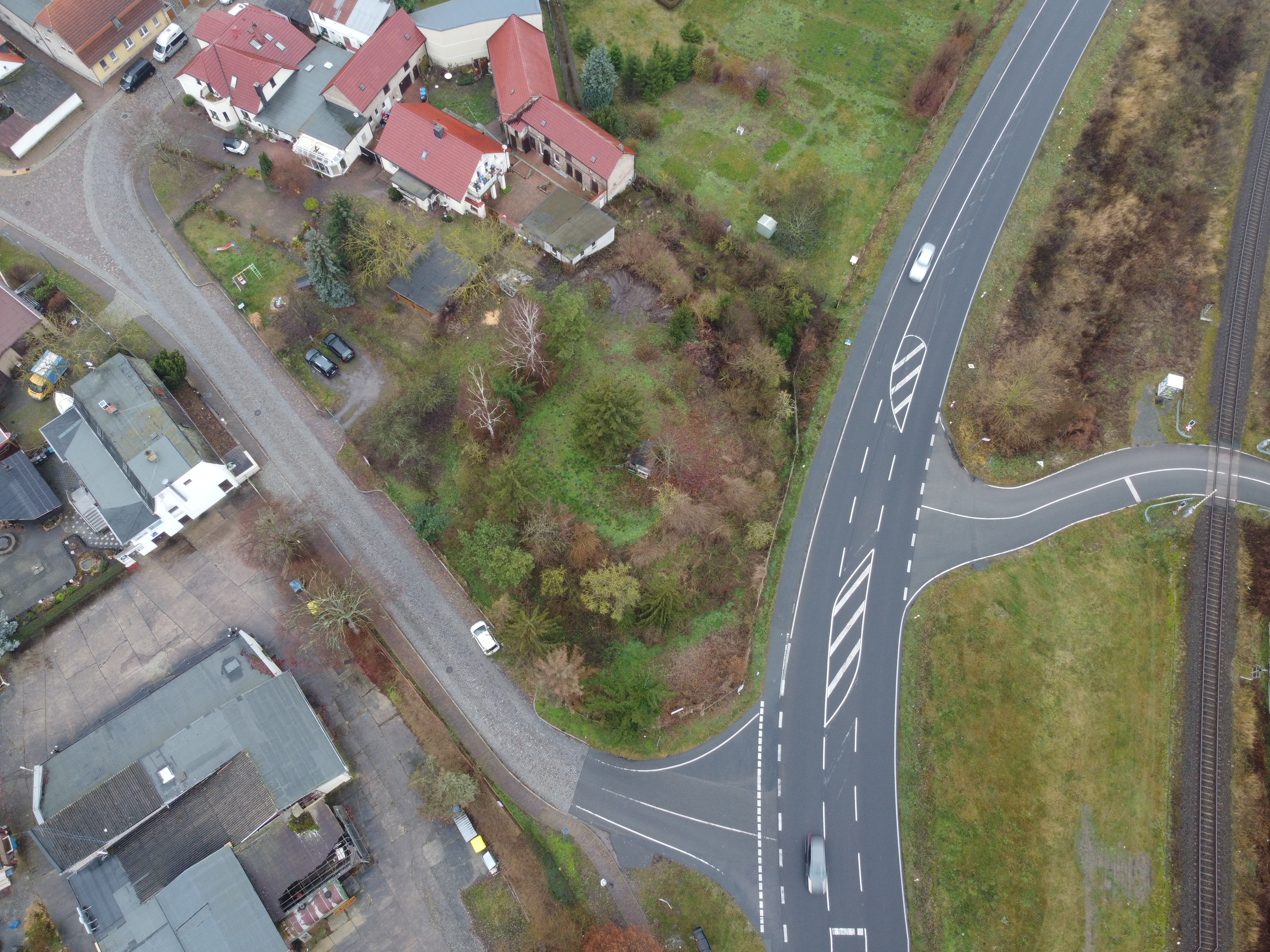
Der annähernd kreisrunde spätere Mühlenberg als sichtbarer Überrest der Burg Pritzerbe im Luftbild

Vermutlich bestand im Bereich des nördlichen Winkels zwischen Havel und Pritzerber See ein slawischer Burgwall. Anhand von archäologischen Funden wie Scherben ist eine Besiedlung des Bereichs durch Slawen belegt. Im Vorfeld der Burg wurden Siedlungsreste und ein Steigbügel mit reicher Tauschierung aus Silber, Kupfer und Messing, der ins 11. Jahrhundert datiert und als Import aus dem Gebiet der Weichselmündung angenommen wurde, gefunden.
König Otto I. hatte dem von ihm 948 neu gegründeten Bistum Brandenburg die Orte Pritzerbe und Ziesar mitsamt den umliegenden Ländereien übertragen. Im Zuge des Aufstands der Slawen von 983 waren die Deutschen jedoch bald wieder vertrieben worden und erst nach der Wiedereroberung durch Albrecht der Bär im Jahr 1157 konnte das Land dauerhaft in Besitz genommen werden. 1161 wurden die Übertragungen aus dem 10. Jahrhundert bestätigt. Daraufhin ließ der Bischof von Brandenburg anstelle der vermutlich vorherigen slawischen Befestigung die Burg Pritzerbe, zunächst wohl ein Turmhügel, errichten beziehungsweise die bestehende Burg ausbauen.
Die Burg Pritzerbe und die umliegenden fürstbischöflichen Ländereien des Hochstifts Brandenburg wurden von einem Vogt verwaltet und bischöfliche Ritter wie Daniel von Mukede lebten vor Ort. 1230 wurde ein zur Burg gehörender Hof, eine Curia, schriftlich erwähnt. Zwischen den Jahren 1216 und 1275 nutzten die Bischöfe von Brandenburg wiederholt Pritzerbe als Residenz. Dann wurde Ziesar der Vorzug gegeben und die dortige Burg zum festen Sitz ausgebaut. Im späten Mittelalter wurde die Burg Pritzerbe schließlich aufgelassen und verfiel. Bereits 1550 wurde die Anlage der ehemaligen Burg als „wuste slossstelle“ erwähnt.
Noch sichtbarer Teil der Burg Pritzerbe ist der spätere Mühlenberg oder Bischofshügel an der südlichen Ortsgrenze. Die Überreste der Burg sind als Bodendenkmal geschützt.